# Eingerissener Tulpenbecher
Der Eingerissene Tulpenbecher (Microstoma protractum) ist eine Pilzart aus der Familie der Kelchbecherlingsverwandten (Sarcoscyphaceae).

## Merkmale

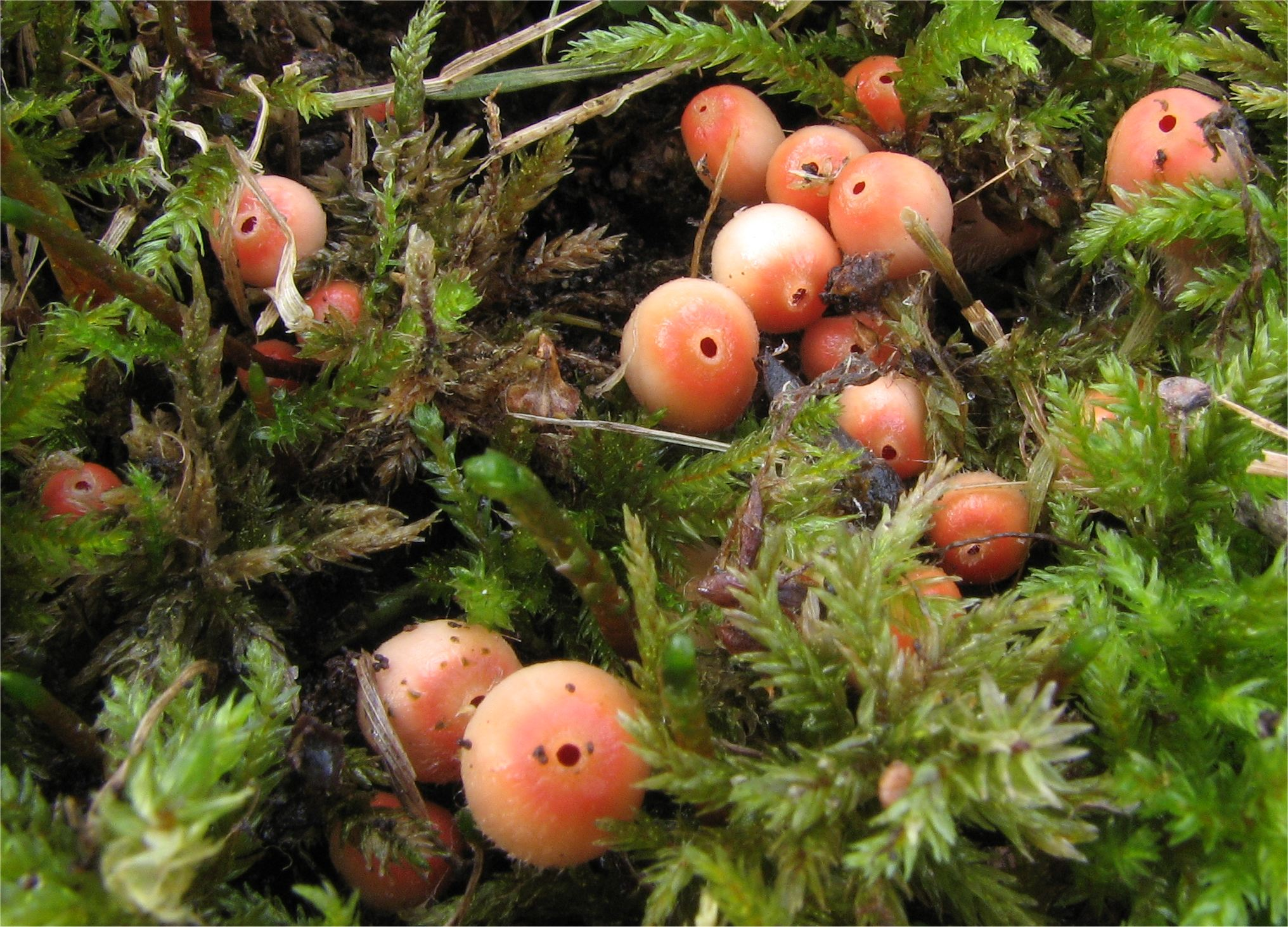
Junge und fast noch vollständig geschlossene Fruchtkörper des Eingerissenen Tulpenbechers

### Makroskopische Merkmale
Der Eingerissene Tulpenbecher bildet langstielige, 5–20 mm breite Fruchtkörper, die anfangs kugelig geformt sind und nur eine Öffnung an der Spitze haben. Später reißen sie sternförmig auf und geben die auffällige rote Innenseite mit der Fruchtschicht frei. Die blassorange bis fahlgelbe Außenseite wirkt wie mit weißem Mehl bepudert. Der Stiel ist wurzelartig verlängert.

### Mikroskopische Merkmale
Die zylindrischen Schläuche erreichen eine Größe von 200–275 × 20–23 Mikrometer und beinhalten in der Regel jeweils 8 Sporen. Diese sind schmal-elliptisch, farblos bis blassgelb und glattwandig. Sie messen 25–45 × 10–14 µm und beinhalten auffällige kugelige Körnchen. Die Paraphysen sind mehrfach verzweigt.

## Ökologie
Der Eingerissene Tulpenbecher wächst auf im Erdboden vergrabenen Laubholzästen in klimatisch günstigen Auwäldern auf lehmigen Böden und auch auf Löß. Er wächst oft büschelig oder in kleinen Gruppen. Er fruktifiziert im Spätwinter und Frühjahr, manchmal schon im Spätherbst.

## Verbreitung
Der Eingerissene Tulpenbecher ist vor allem aus Skandinavien aber auch aus Nordamerika und Japan bekannt. Kanouse führt auch Russland und Großbritannien als Fundorte auf. Er kommt in Deutschland in Thüringen und im westlichen Sachsen vor und ist im restlichen Gebiet sehr selten. In Österreich sind Funde aus Oberösterreich, Niederösterreich, Burgenland und Kärnten gemeldet.

## Systematik
Der Eingerissene Tulpenbecher wurde 1851 von Elias Magnus Fries als Peziza protracta beschrieben. Bessie Bernice Kanouse stellte ihn dann 1948 in Gattung Microstoma.